# Dominik Nerz
Dominik Nerz (né le 25 août 1989 à Wangen im Allgäu) est un coureur cycliste allemand, professionnel de 2010 à 2016.

## Biographie

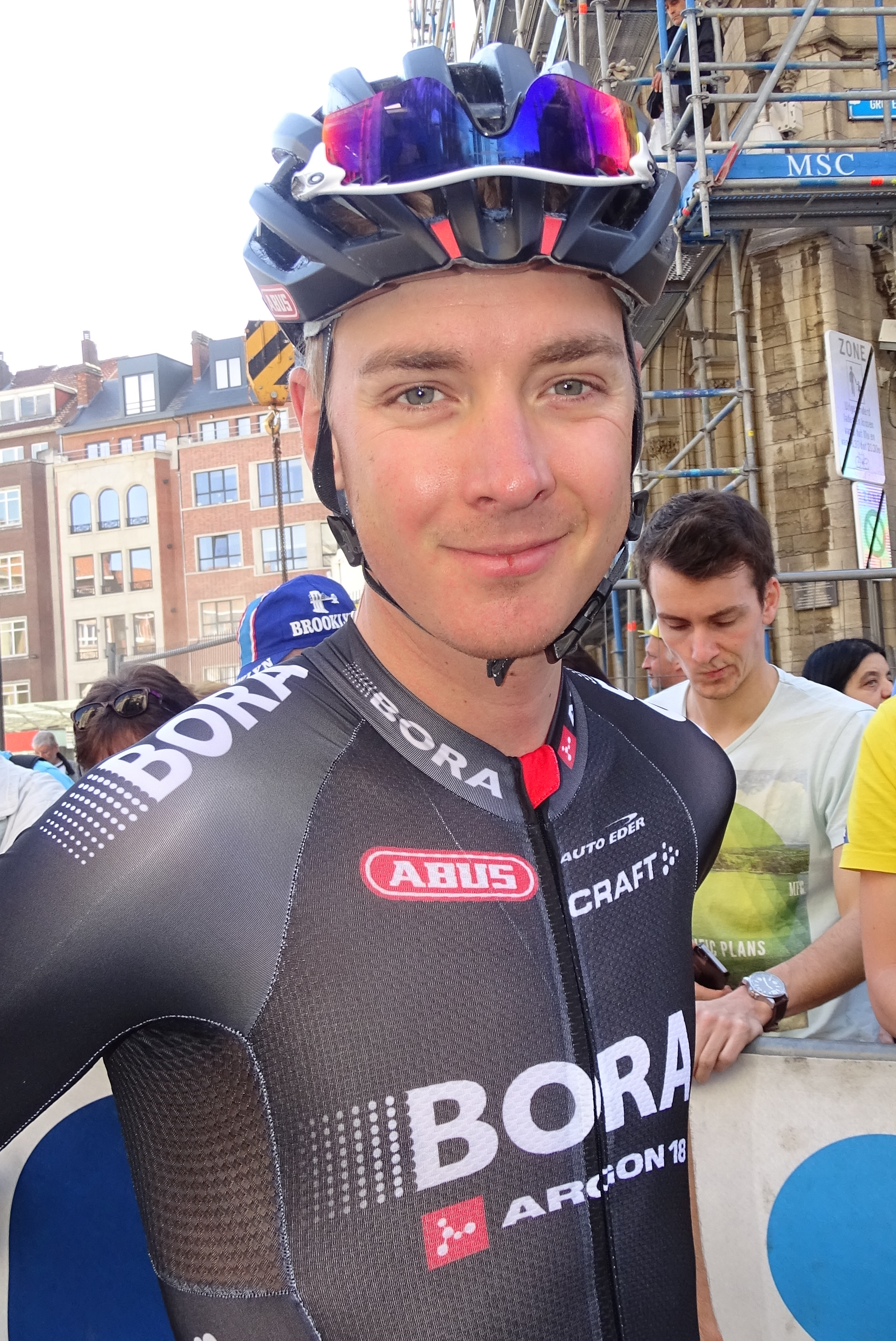
Dominik Nerz lors du départ de la Flèche brabançonne 2015 à Louvain.

Dominik Nerz se distingue dès les juniors, lorsqu'il remporte le titre de champion d'Allemagne juniors de la poursuite par équipes en compagnie de Christopher Schmieg, Michael Riedle et Fabian Schaar en 2006, puis en 2007 celui de champion d'Allemagne juniors de la course de côte. La même année, il remporte le Tour de Toscane juniors, et termine deuxième du Trofeo Karlsberg, dont il remporte une étape. 
En 2008, Nerz intègre l'équipe continentale Ista, puis rejoint l'année suivante Milram Continental, la réserve de l'équipe Pro Tour Milram, avec laquelle il remporte notamment le championnat d'Allemagne espoirs et une étape du Tour de la vallée d'Aoste. Alors que l'équipe continentale cesse son activité à la fin de la saison 2009, Nerz est le dernier coureur à signer un contrat de deux ans avec la maison-mère, Milram.
En 2013, il quitte l'équipe Liquigas-Cannondale pour rejoindre l'équipe BMC Racing. Il est quatorzième du Tour d'Espagne cette année-là. En 2014, il est neuvième du Tour de Pologne, dix-huitième du Tour d'Espagne.
En 2015, Nerz rejoint l'équipe continentale professionnelle allemande Bora-Argon 18, qui l'engage pour deux saisons et souhaite en faire son leader pour les grands tours. Lors de la première étape du Tour de France à Utrecht, fait rarissime hors chute, son guidon TT de triathlète se brise au cours des quatorze kilomètres de ce contre-la-montre. Alors 21e du général, il abandonne lors de la onzième étape avant même le col d'Aspin, en raison de maux d'estomac.
En 2016, il annonce sa retraite, pour cause de problèmes de santé persistants. Il raconte avoir subi plusieurs chocs importants à la tête suite à des chutes. Il affirme subir depuis des vertiges et des migraines. Durant sa carrière, Nerz a aussi souffert d'anorexie,. 

## Palmarès et classements mondiaux

### Palmarès amateur
- 2006
  -  Champion d'Allemagne de poursuite par équipes juniors
  - 2e du Tour du Valromey
- 2007
  -  Champion d'Allemagne de la course de côte juniors
  - Classement général du Tour du Valromey
  - Tour de Toscane juniors :
    - Classement général
    - 1re étape

  - 3ea étape du Trofeo Karlsberg (contre-la-montre)
  - 2e du championnat d'Allemagne du contre-la-montre juniors
  - 2e du Trofeo Karlsberg
- 2008
  - 3e du Grand Prix Hydraulika Mikolasek
- 2009
  -  Champion d'Allemagne sur route espoirs
  - 2e étape du Tour de la Vallée d'Aoste
  - 3e du Trophée Lampre

### Palmarès professionnel
- 2012
  - 2e du Grand Prix de Francfort
- 2014
  - 9e du Tour de Pologne
- 2015
  - 1re étape du Tour du Trentin (contre-la-montre par équipes)

### Résultats sur les grands tours

#### Tour de France
2 participations
- 2012 : 47e
- 2015 : abandon (11e étape)

#### Tour d'Espagne
3 participations
- 2011 : 38e
- 2013 : 14e
- 2014 : 18e

### Classements mondiaux
| Année                                 | 2009 | 2010 | 2011 | 2012 | 2013 | 2014 | 2015  | 2016 |
| ------------------------------------- | ---- | ---- | ---- | ---- | ---- | ---- | ----- | ---- |
| Calendrier mondial                    | nc   | 257e |      |      |      |      |       |      |
| UCI World Tour                        |      |      | 181e | nc   | 118e | 115e |       | nc   |
| Classement mondial                    |      |      |      |      |      |      |       | 736e |
| UCI Europe Tour                       | 594e |      |      |      |      |      | 1056e | 535e |
| UCI Asia Tour                         | nc   |      |      |      |      |      | nc    | 467e |
| UCI America Tour                      | 374e |      |      |      |      |      | nc    | nc   |
|                                       |      |      |      |      |      |      |       |      |
| Légende : nc = non classéSource : UCI |      |      |      |      |      |      |       |      |